# 張綱 (宋朝)
張綱（?—?），字彦正，号华阳老人，润州丹阳（今江蘇金坛薛埠）人。
以首贡入太学，内舍、上舍皆第一，賜狀元。政和六年，任太学博士，改任秘书省校书郎。与蔡京不合，出任主管玉局观。後曾任监察御史。南宋時又因得罪秦桧被罢官。隐居茅山。卒谥文简，祀七贤祠。
2008年7月30日永新县埠前镇埠前老街发现“宋知州张纲神道碑”。

## 延伸阅读
[在维基数据编辑]
 《宋史·卷390》，出自脱脱《宋史》